# Gasthaus Kandler

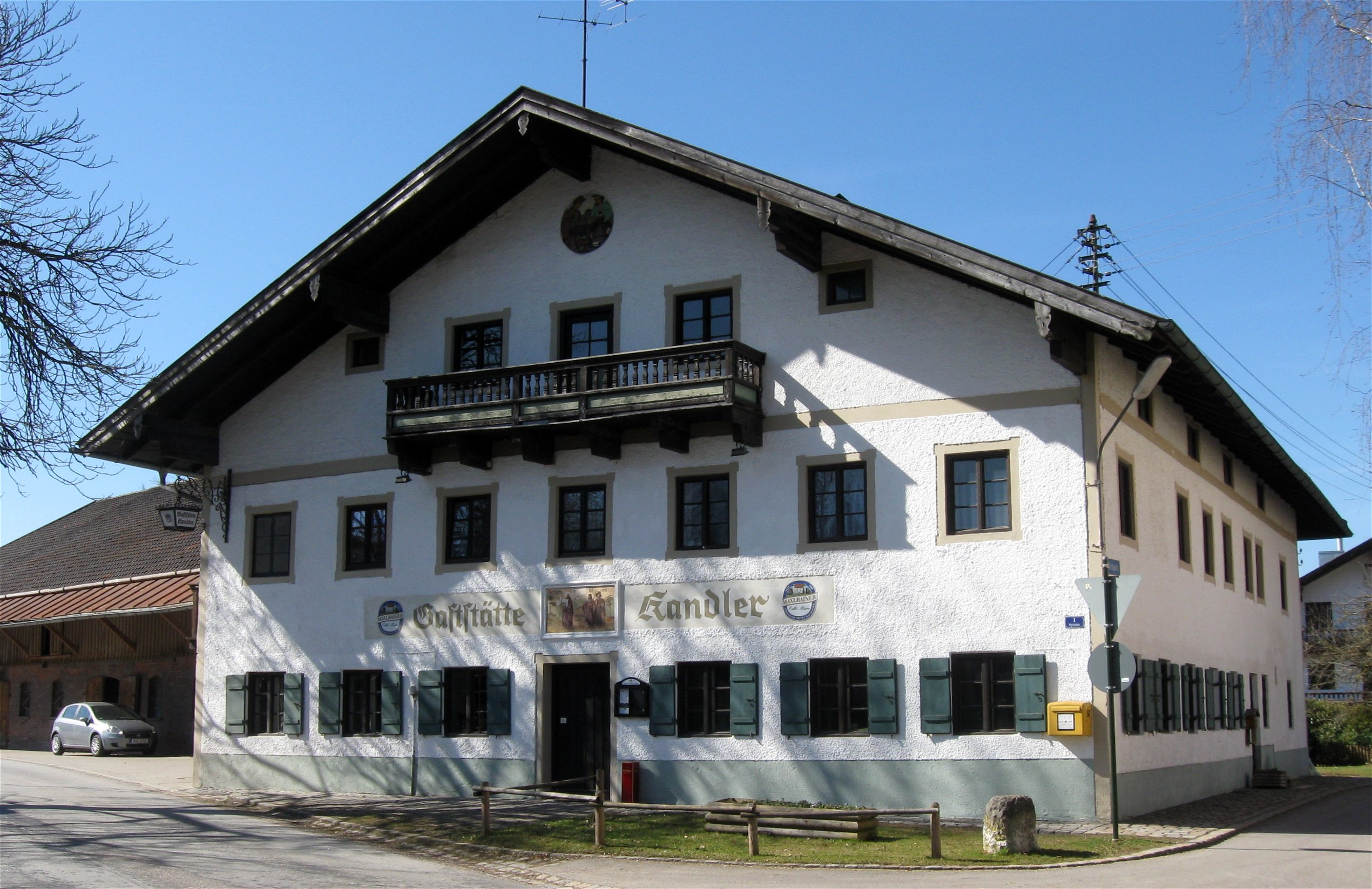
Gasthaus Kandler in Oberbiberg

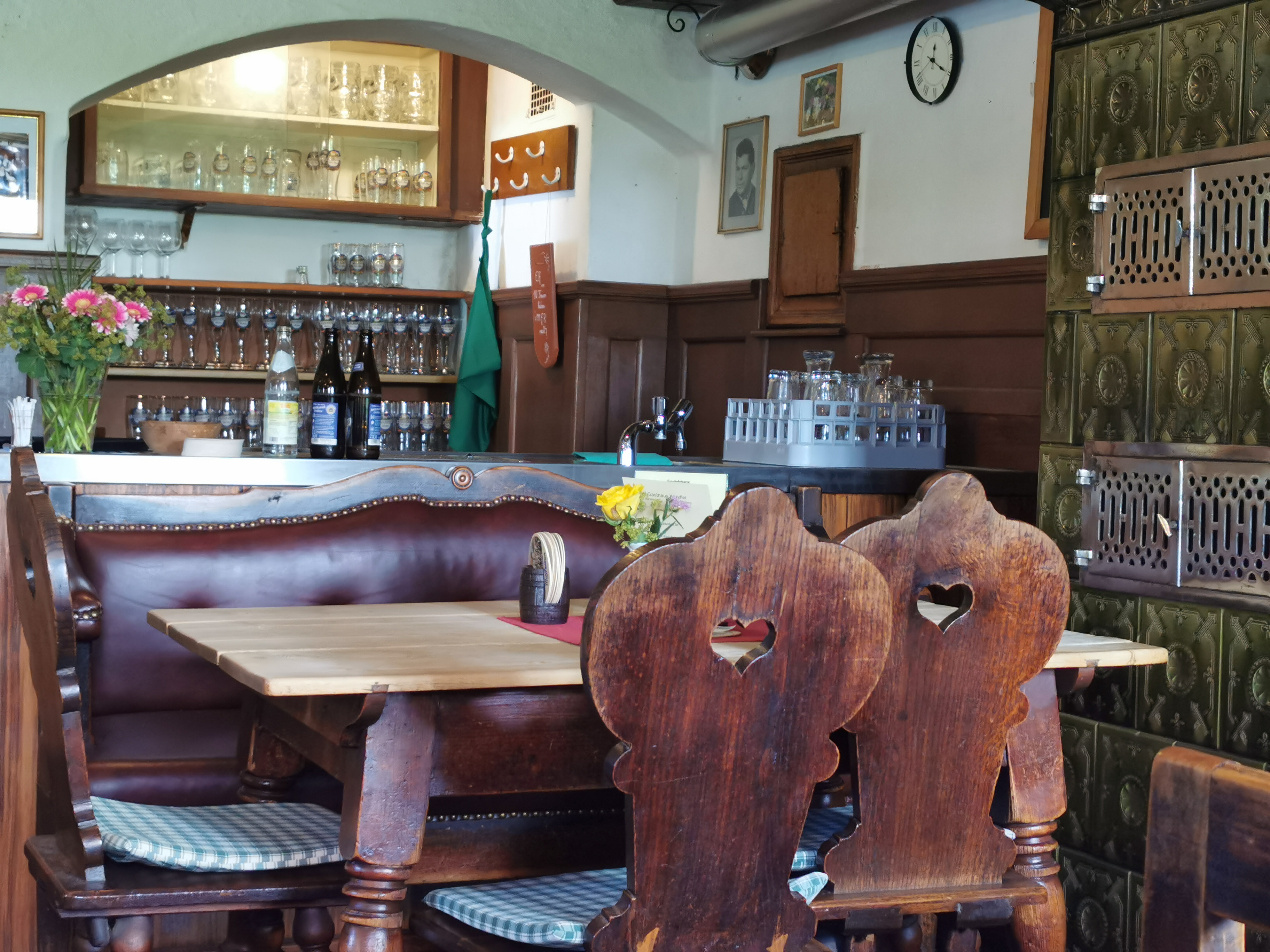
Stammtisch

Das Gasthaus Kandler (Kandlerwirt) in Oberbiberg, einem Gemeindeteil von Oberhaching im oberbayerischen Landkreis München, wurde Mitte des 19. Jahrhunderts errichtet. Das Gasthaus am Kirchplatz 1 ist ein geschütztes Baudenkmal.
Der zweigeschossige Satteldachbau mit Kniestock besitzt einen Trauf- und Giebelschrot. Der Kniestock und das Dach wurden 1948 verändert. Der Stallstadel, ein zweigeschossiger Satteldachbau mit verschaltem Obergeschoss wurde 1909 errichtet. Im Jahr 1905 wurde die Kegelbahn, ein eingeschossiger, hölzerner Satteldachbau, angefügt.
Die Ausstattung der Gaststätte stammt aus dem Jahr 1923.
Von 1978 bis 1987 fanden im Gasthaus Dreharbeiten für die Fernsehserie Meister Eder und sein Pumuckl statt. Auch die Filmkomödie Wer früher stirbt ist länger tot aus dem Jahr 2006 wurde zum Teil im und um das Gasthaus Kandler gedreht.